# Rasheedat Ajibade
Rasheedat Busayo Ajibade (Mushin, Nigeria, 8 de diciembre de 1999) es una futbolista profesional nigeriana que juega en el Atlético de Madrid y es internacional por Nigeria desde 2018.
Ha representado a Nigeria en dos Mundiales y en unos Juegos Olímpicos y ha ganado una Copa de África en 2018. 
En 2017 estuvo en la lista de las 10 futbolistas más prometedoras de África por Goal.com. Ha sido incluida en el once ideal de la Liga noruega en 2020 y ha ganado una Supercopa de España y una Copa de la Reina con el Atlético de Madrid. Fue elegida mejor futbolista del Atlético de Madrid y mejor futbolista nigeriana en la temporada 2023-24.

## Trayectoria

### Inicios en Nigeria
Jugó en el FC Robo desde 2009. En su primera temporada en la Premier League, en 2013, fueron segundas de su grupo de diez equipos, y se clasificaron para la fase final del campeonato, que fue cancelada por falta de financiación. En 2014 compitieron en la Professional League, segunda categoría de la liga y fue elegida como uno de los mejores talentos jóvenes de su país, mientras lograban el ascenso a la Premier League.
En 2015 quedanron penúltimas en su grupo de ocho equipos. En 2016 fueron sextas en un grupo de nueve equipos y en 2017 quintas en un grupo de siete equipos. En este último año Ajibade de elegida capitana de su equipo. y fue la máxima goleadora de la competición con 8 tantos empatada con Reuben Charity y Vivian Uwandi. En mayo de 2018 fue elegida como la mejor jugadora de la Premier League de 2017 en los Nigeria Pitch Awards. En 2018 marcó cuatro goles en un solo partido de liga, y quedaron en quinta posición de su grupo de ocho equipos.
En 2017 y 2018 también ganó la competición fútbol de freestyle femenino de Nigeria.

### Salto a Europa
En diciembre de 2018, Ajibade fichó por el equipo noruego Avaldsnes IL de la Toppserien. Debutó el 23 de marzo de 2019 en la derrota por 1-0 en la primera jornada de liga ante el Klepp sustituyendo a Erikinha. El Avaldsnes empezó la liga con malos resultados y Ajibade alternó la titularidad con la suplencia. Su primer gol llegó en la novena jornada de liga ante el Røa, sirviendo para empatar el encuentro en el minuto 89. Ajibade fue asentándose en el equipo, que también mejoró sus resultados, y con cinco goles y cuatro asistencias contribuyó a salir de los puestos de descenso y acabar en quinta posición en la liga. En la Copa de Noruega alzanzaron los cuartos de final. Ajibade jugó los tres partidos en esta competición y dio una asistencia en los octavos de final.
En su segunda temporada marcó siete goles y dio tres asistencias y el Avaldsnes quedó en tercera posición en la Topserien. Ajibade fue elegida en el Once ideal del campeonato. En la Copa marcó un doblete en los octavos de final y alcanzaron la semifinal en la que fueron eliminadas por el Vålerenga.
El 1 de enero de 2021 el Atlético Madrid anunció su fichaje por temporada y media. Debutó el 6 de enero al sustituir a Turid Knaak ante el Rayo Vallecano en partido de liga que acabó con empate a uno.
Tras este empate el equipo cambió de entrenador y ganaron la Supercopa tras superar al F. C. Barcelona en la tanda de penaltis en las semifinales, y ganando cómodamente al Levante en la final. Ajibade salió en muchos partidos desde el banquillo y marcó su primer gol el 14 de febrero ante el Valencia. Acabaron la liga en cuarta posición. Debutó en la Liga de Campeones siendo eliminadas en octavos de final por el Chelsea. En la Copa de la Reina alcanzaron la semifinal merced a un gol de Ajibade en los últimos minutos en los cuartos de final.
En la temporada 2021-22 empezó de suplente, pero entre diciembre y febrero consiguió marcar cuatro dobletes, lo que hizo que tuviese más minutos y que ampliasen su contrato hasta 2025. Fue la máxima goleadora rojiblanca en liga junto a Deyna Castellanos, y acabaron la temporada en cuarta posición a un punto de la tercera plaza que daba el último cupo para disputar la Liga de Campeones. Fueron finalistas en la Supercopa, en la que perdieron ante el F. C. Barcelona. En la Copa de la Reina el equipo cayó en octavos de final ante el Sporting de Huelva. Su buena campaña le sirvió para ser nominada a Mejor Jugadora Africana del Año.
La siguiente temporada jugó de manera regular, bien como delantera o como extremo partiendo por cualquiera de las dos bandas. El 15 de octubre de 2022 marcó 4 goles ante el Sporting de Huelva. A mitad de temporada el entrenador, Óscar Fernández,  fue sustituido por Manolo Cano, que siguió contando con ella. Tras tres meses de sequía goleadora, fue clave en los octavos de final de la Copa de la Reina en los que participó en ambos goles ante la Real Sociedad. En el mes de marzo de 2023 fue elegida mejor jugadora del equipo tras marcar dos goles ante la Real Sociedad en liga, dar una asistencia ante en los cuartos de final ante el Granada, y volver a marcar en liga ante el Alhama. El equipo no fue regular durante la temporada y cambió de técnico, acabando en cuarta posición en liga. En la Copa de la Reina se clasificaron de forma sólida para la final, en la que se enfrentaron al Real Madrid en el Estadio de Butarque de Leganés y fue titular. El equipo ganó el trofeo en la tanda de penaltis tras remontar un 2-0 adverso en el tiempo de descuento.
En la temporada 2023-24 siguió siendo titular, con un rendimiento que fue de menos a más. En el mes de enero cayeron eliminadas en la semifinal de la Supercopa y en el mes de febrero tuvieron varios duelos directos en liga en los que no se obtuvieron buenos resultados y se distanciaron de los puestos de cabeza. Tras la eliminación de Copa en semifinales y un mal resultado liguero Manolo Cano fue destituido y lo sustituyó el entrenador del segundo filial Arturo Ruiz. Encadenaron varias victorias consecutivas y finalmente lograron el objetivo de clasificarse para la Liga de Campeones tras ser terceras en liga con un gol suyo en el último partido de liga. Ajibade fue elegida mejor jugadora del equipo en la temporada además de en los meses de marzo y abril.
Empezó la temporada 2024-25 siendo la referente del equipo. Con cinco goles y dos asistencias fue elegida mejor jugadora de la Liga F del mes de septiembre. Sin embargo sufrió una lesión que lastró su rendimiento el resto de la temporada. Acabó marcando 7 goles y 3 asistencias en 22 partidos de liga, más un gol en Copa de la Reina. El Atlético de Madrid, dirigido este año por Víctor Martín, se clasificó para la Liga de Campeones en la última jornada y alcanzó la final de la Copa de la Reina, aunque cayó en la ronda previa de la competición europea y en la semifinal de la Supercopa. Al final de liga se anunció su salida del club.

## Selección
Ajibade ha representado Nigeria en las categorías sub-17, sub-20 y absoluta.

### Categorías inferiores
Jugó el Mundial sub-17 de 2014. Marcó el gol de la victoria en el partido de debut contra China, y fue elegida la mejor jugadora del partido Volvió a marcar en el último partido de la fase de grupos México, asegurando el pase a los cuartos de final contra España, en la que cayeron eliminadas por 3-0. Ajibade fue titular en los cuatro encuentros y marcó dos goles. El informe del torneo destacó a Ajibade como una de las jugadoras claves de la selección de Nigeria y la describió como «perseverante y con buena técnica».
En el Campeonato femenino sub-17 de la CAF de 2016 marcó un doblete en el partido de ida y otro gol en el partido de vuelta contra Namibia. En la segunda ronda marcó cuatro goles en el partido de ida y volvió a marcar en el partido de vuelta ante Sudáfrica, logrando la clasificación para el Mundial.
Bala Nikiyu la convocó para jugar el Mundial Sub-17 de 2016. Fue nombrada capitana y declaró para Fifa.com que el equipo estaba decidido a mejorar el resultado del Mundial de 2014. Sin embargo cayeron eliminadas tras perder ante Brasil, empatar con Inglaterra, donde fue elegida mejor jugadora del partido, y perder ante Corea del Norte, sin llegar a marcar ningún gol. El informe del torneo destacó a Ajibade como una de las jugadoras claves de su selección y la describió como «inagotable delantera de segunda línea, rápida y expeditiva; aporta regate, gran control de la pelota y superioridad en los duelos directos».
En ese mismo año fue convocada para jugar el Mundial Sub-20. Fue titular en los tres partidos de la fase de grupos, en los que fueron goleadas 6-0 por Japón, ganaron 3-1 a Canadá, partido en el que Ajibade dio una asistencia y fue elegida mejor jugadora del partido, y ganaron por 2-1 a España. Japón, España y Nigeria quedaron empatadas con 6 puntos, pero Nigeria fue eliminada por peor diferencia de goles. El informe del torneo destacó a Ajibade como una de las jugadoras claves de su selección y la describió como «centrocampista versátil que ocupa el centro de la medular; de buena técnica, es capaz de ocupar diferentes demarcaciones gracias a su entrega tanto en defensa como en ataque».
En el Campeonato femenino sub-20 de la CAF de 2018 marcó sendos dobletes en los partidos de ida y vuelta de la primera ronda ante Tanzania. En la segunda ronda marcó en el partido de ida ante Marruecos y otro doblete en el partido de vuelta. En la tercera ronda volvió a marcar en el primer partido ante Sudáfrica y otro doblete en el partido de vuelta. Nigeria se clasificó para disputar el Mundial de 2018.
En agosto de 2018 disputó el Mundial sub-20 y fue nombrada capitana. Tras perder el primer partido ante Alemania, Ajibade marcó el gol de la victoria sobre Haití, y provocó el empate en el descuento ante China al intentar rematar un centro con el que lograron clasificarse para la siguiente ronda. En los cuartos de final cayeron ante España. Ajibade fue titular en todos los encuentros.

### Selección absoluta

#### Inicios (2018-2021)
En febrero de 2018 fue convocada por Thomas Dennerby para representar Nigeria en la edición inaugural de la Copa WAFU en Costa de Marfil. En el segundo partido del torneo marcó tres goles a Senegal. Lograron la tercera plaza al ganar a Malí por 2-1
En noviembre de 2018 Volvió a ser convocada para disputar el Campeonato Africano de Naciones. En el partido de debut fue titular y perdieron por 1-0 ante Sudáfrica. Fue suplente y marcó un gol en el segundo encuentro que terminó con victoria por 4-0 sobre Zambia, y no participó en el tercer partido en el que ganaron por 6-0 a Guinea Ecuatorial. Como segundas de grupo se enfrentaron en la semifinal a Camerún. Ajibade entró en el terreno de juego en el minuto 62. El encuentro acabó sin goles y se decidió en la tanda de penaltis a favor de Nigeria. Ajibade transformó el segundo lanzamiento. En la final se volvieron a enfrentar a Sudáfrica. Ajibade fue titular y sustituida en la segunda parte. El encuentro terminó sin goles y las nigerianas volvieron a ganar la tanda de penaltis y se proclamaron campeonas. Con este resultado Nigeria se clasificó para el Mundial de Francia. 
En 2019 jugó con la selección los dos partidos del torneo Cuatro Naciones, otros dos partidos en la Copa Chipre y un amistoso ante Canadá. Ajibade formó parte de la convocatoria nigeriana para disputar el Mundial de Francia. En la fase de grupos Ajibade no dispuso de minutos. Nigeria se clasificó tras Perder con Noruega, ganar a Cora del Sur y perder con Francia. En los octavos de final perdieron con Alemania por 3-0 y Ajibade jugó en la segunda mitad.
A finales de 2019 participó en el Torneo preolímpico de África, en el que Nigeria venció a Argelia y cayó eliminada ante Costa de Marfil tras empatar ambos encuentros. En 2021 participó en una serie de amistosos en Estados Unidos y marcó el gol del empate ante Portugal.

#### Participación en Mundial y Juegos Olímpicos (2022-2024)
En 2022 volvió a participar en el Campeonato Africano de Naciones. Marcó el gol de consolación en el partido inaugural ante Sudáfrica (2-1). Volvió a ser titular en la victoria por 2-0 ante Bostuana. En el tercer partido ante Burundi participó en todos los goles de su equipo. Abrió el marcador de penalti provocado por ella misma y dio dos asistencias. Ganaron por 4-0 y se clasificaron para los cuartos de final como segundas de grupo. Sus buenas actuaciones le valieron ser nombrada en el equipo ideal de la fase de grupos. Marcó el único gol del encuentro ante Camerún y fue elegida Mejor Jugadora del Partido, clasificando a Nigeria para disputar el Mundial de Australia y Nueva Zelanda. En la semifinal ante Marruecos fue expulsada en el minuto 71, al cometer una falta peligrosa. Marruecos pasó a la final tras vencer en la tanda de penaltis. No participó en el partido por el tercer puesto al estar sancionada por su expulsión, en el que Nigeria perdió por 1-0 ante Zambia. Ajibade fue la máxima goleadora del campeonato y elegida en el once ideal del mismo.
El 16 de junio fue convocada para disputar el Mundial de fútbol de 2023. No pudo participar en el primer partido ante Canadá, que acabó en empate sin goles, debido a la sanción que recibió por su expulsión en la semifinal del Campeonato Africano de Naciones. Fue titular en el resto de partidos. En el segundo encuentro ante las anfitrionas colaboró en la remontada al participar en el segundo gol de Nigeria, que acabó ganando el encuentro por 3-2. En el último partido de la fase de grupos empataron sin goles ante Irlanda, resultado que les valió para clasificarse a octavos de final como segundas de grupo, donde fueron eliminadas por Inglaterra tras empatar sin goles y caer en la tanda de penaltis. Ajibade jugó el partido completo y transformó su lanzamiento desde los once metros.
Tras el Mundial participó en el Torneo Preolímpico, y marcó un doblete ante Etiopía en la segunda ronda de la segunda jornada. El 3 de julio de 2024 fue incluida en la lista de convocadas de Nigeria para jugar los Juegos Olímpicos. Jugó de titular y fue capitana del equipo en los tres partidos que disputó Nigeria, que cayó eliminada tras perder ante Brasil, España y Japón.

## Vida privada
Tiene su propia línea de ropa llamada RASH Brand.

## Estadísticas

### Clubes
Actualizado al último partido jugado el 7 de junio de 2025.
| Club | Div.                     | Temporada     | Liga  | Liga  | Liga   | Copas nacionales(1) | Copas nacionales(1) | Copas nacionales(1) | Copas internacionales(2) | Copas internacionales(2) | Copas internacionales(2) | Total | Total | Total  | Media goleadora(3) |
| Club | Div.                     | Temporada     | Part. | Goles | Asist. | Part.               | Goles               | Asist.              | Part.                    | Goles                    | Asist.                   | Part. | Goles | Asist. | Media goleadora(3) |
| --- | ------------------------ | ------------- | ----- | ----- | ------ | ------------------- | ------------------- | ------------------- | ------------------------ | ------------------------ | ------------------------ | ----- | ----- | ------ | ------------------ |
| FC Robo Nigeria |                          |               |       |       |        |                     |                     |                     |                          |                          |                          |       |       |        |                    |
| NWFL Premiership | 2013                     |               |       |       |        |                     |                     | -                   | -                        | -                        |                          |       |       |        |                    |
| NWFL Premiership | 2014                     |               |       |       |        |                     |                     | -                   | -                        | -                        |                          |       |       |        |                    |
| NWFL Premiership | 2015                     |               |       |       |        |                     |                     | -                   | -                        | -                        |                          |       |       |        |                    |
| NWFL Premiership | 2016                     |               |       |       |        |                     |                     | -                   | -                        | -                        |                          |       |       |        |                    |
| NWFL Premiership | 2017                     |               | 8     |       |        |                     |                     | -                   | -                        | -                        |                          |       |       |        |                    |
| NWFL Premiership | 2018                     |               | 5     |       |        |                     |                     | -                   | -                        | -                        |                          |       |       |        |                    |
| Total Robo | Total Robo               |               | 13+   |       |        |                     |                     |                     |                          |                          |                          | 13+   |       |        |                    |
| Avaldsnes IL · Noruega |                          |               |       |       |        |                     |                     |                     |                          |                          |                          |       |       |        |                    |
| Toppserien | 2019                     | 22            | 5     | 4     | 3      | 0                   | 1                   | -                   | -                        | -                        | 25                       | 5     | 5     | 0.20   |                    |
| Toppserien | 2020                     | 18            | 7     | 3     | 3      | 2                   | 0                   | -                   | -                        | -                        | 21                       | 9     | 3     | 0.42   |                    |
| Total Avaldsnes | Total Avaldsnes          | 40            | 12    | 7     | 6      | 2                   | 1                   |                     |                          |                          | 46                       | 14    | 8     | 0.30   |                    |
| Atlético de Madrid · España |                          |               |       |       |        |                     |                     |                     |                          |                          |                          |       |       |        |                    |
| 1.ª | 2020-21                  | 18            | 1     | 0     | 2      | 1                   | 0                   | 2                   | 0                        | 0                        | 22                       | 2     | 0     | 0.09   |                    |
| 1.ª | 2021-22                  | 23            | 10    | 0     | 2      | 0                   | 0                   |                     |                          |                          | 25                       | 10    | 0     | 0.40   |                    |
| 1.ª | 2022-23                  | 28            | 10    | 1     | 4      | 1                   | 2                   |                     |                          |                          | 32                       | 11    | 3     | 0.34   |                    |
| 1.ª | 2023-24                  | 30            | 10    | 6     | 5      | 1                   | 1                   |                     |                          |                          | 35                       | 11    | 7     | 0.31   |                    |
| 1.ª | 2024-25                  | 22            | 7     | 3     | 3      | 1                   | 0                   | 1                   | 0                        | 0                        | 26                       | 8     | 3     | 0.31   |                    |
| Total Atlético de Madrid | Total Atlético de Madrid | 121           | 38    | 10    | 16     | 4                   | 3                   | 3                   | 0                        | 0                        | 140                      | 42    | 13    | 0.30   |                    |
| Total carrera | Total carrera            | Total carrera | 161+  | 62+   | 18+    | 22+                 | 6+                  | 4+                  | 3                        | 0                        | 0                        | 186+  | 69+   | 21+    |                    |
| (1) Incluye datos de la Supercopa de España (2021). (2) Incluye datos de Liga de Campeones Femenina de la UEFA (2017-act.). (3) No incluye goles en partidos amistosos. |                          |               |       |       |        |                     |                     |                     |                          |                          |                          |       |       |        |                    |

### Selecciones
Actualizado al último partido jugado el 29 de junio de 2025.
| Selecciones | Temporada     | Continental(4) | Continental(4) | Continental(4) | Mundial (4) | Mundial (4) | Mundial (4) | Amistosos | Amistosos | Amistosos | Total | Total | Total  | Media goleadora |
| Selecciones | Temporada     | Part.          | Goles          | Asist.         | Part.       | Goles       | Asist.      | Part.     | Goles     | Asist.    | Part. | Goles | Asist. | Media goleadora |
| --- | ------------- | -------------- | -------------- | -------------- | ----------- | ----------- | ----------- | --------- | --------- | --------- | ----- | ----- | ------ | --------------- |
| Sub-17 Nigeria |               |                |                |                |             |             |             |           |           |           |       |       |        |                 |
| 2014 |               |                |                | 4              | 2           | 0           |             |           |           | 4         | 2     | 0     | 0.50   |                 |
| 2015 |               |                |                |                |             |             |             |           |           |           |       |       |        |                 |
| 2016 | 4             | 8              |                | 3              | 0           | 0           |             |           |           | 7         | 8     |       | 1.14   |                 |
| Total carrera | Total carrera | 4              | 8              |                | 7           | 2           | 0           |           |           |           | 11    | 10    |        | 0.91            |
| Sub-20 Nigeria |               |                |                |                |             |             |             |           |           |           |       |       |        |                 |
| 2016 |               |                |                | 3              | 0           | 1           |             |           |           | 3         | 0     | 1     | 0      |                 |
| 2017 | 4             | 7              |                |                |             |             |             |           |           | 4         | 7     |       | 1.75   |                 |
| 2018 | 2             | 3              |                | 4              | 1           | 0           |             |           |           | 6         | 4     |       | 0.67   |                 |
| Total carrera | Total carrera | 6              | 10             |                | 7           | 1           | 1           |           |           |           | 13    | 11    | 1+     | 0.85            |
| Abs. Nigeria |               |                |                |                |             |             |             |           |           |           |       |       |        |                 |
| 2018 | 4             | 1              | 0              |                |             |             | 3           | 3         | 0         | 7         | 4     | 0     | 0.57   |                 |
| 2019 | 3             | 0              | 0              | 1              | 0           | 0           | 5           | 0         | 0         | 9         | 0     | 0     | -      |                 |
| 2020 |               |                |                |                |             |             |             |           |           | -         | -     | -     | -      |                 |
| 2021 | 2             | 0              | 0              |                |             |             | 3           | 1         | 1         | 5         | 1     | 1     | 0.25   |                 |
| 2022 | 7             | 3              | 2              |                |             |             | 5           | 1         | 0         | 12        | 4     | 2     | 0.33   |                 |
| 2023 | 4             | 4              | 0              | 3              | 0           | 0           | 5           | 0         | 0         | 12        | 4     | 0     | 0.33   |                 |
| 2024 | 4             | 1              | 0              | 3              | 0           | 0           | 2           | 0         | 0         | 9         | 3     | 0     | 0.33   |                 |
| 2025 | 1             | 2              | 0              |                |             |             | 2           | 1         | 0         | 3         | 3     | 0     | 1.00   |                 |
| Total carrera | Total carrera | 25             | 11             | 2              | 7           | 0           | 0           | 25        | 6         | 1         | 57    | 19    | 3      | 0.33            |
| (4) Se incluyen partidos en fases clasificatorias para Copa Mundial y Juegos Olímpicos, no incluye torneos regionales como WAFU (incluido en la sección de Amistosos). |               |                |                |                |             |             |             |           |           |           |       |       |        |                 |

#### Participaciones en Copas del Mundo
| Torneo                 | Sede                      | Resultado        | Partidos | Goles |
| ---------------------- | ------------------------- | ---------------- | -------- | ----- |
| Mundial Sub-17 de 2014 | Costa Rica                | Cuartos de final | 4        | 2     |
| Mundial Sub-17 de 2016 | Jordania                  | Fase de grupos   | 3        | 0     |
| Mundial Sub-20 de 2016 | Papúa Nueva Guinea        | Fase de grupos   | 3        | 0     |
| Mundial Sub-20 de 2018 | Francia                   | Cuartos de final | 4        | 1     |
| Mundial de 2019        | Francia                   | Octavos de final | 1        | 0     |
| Mundial de 2023        | Australia / Nueva Zelanda | Octavos de final | 3        | 0     |
| Total                  | Total                     | Total            | 18       | 3     |

#### Participaciones en Juegos Olímpicos
| Competición | Categoría          | Sede    | Resultado      | Partidos | Goles |
| ----------- | ------------------ | ------- | -------------- | -------- | ----- |
| París 2024  | Selección absoluta | Francia | Fase de grupos | 3        | 0     |
| Total       | –                  | –       | –              | 3        | 0     |

## Palmarés

### Campeonatos nacionales
| Título              | Club               | País   | Año     |
| ------------------- | ------------------ | ------ | ------- |
| Supercopa de España | Atlético de Madrid | España | 2021    |
| Copa de la Reina    | Atlético de Madrid | España | 2022-23 |

### Campeonatos internacionales
| Título                          | Equipo               | Sede  | Año  |
| ------------------------------- | -------------------- | ----- | ---- |
| Campeonato Africano de Naciones | Selección de Nigeria | Ghana | 2018 |

### Distinciones individuales
| Distinción                                                                               | Año  |
| ---------------------------------------------------------------------------------------- | ---- |
| Mejor jugadora Nigeria-China Mundial sub-17                                              | 2014 |
| Mejor jugadora Nigeria-Inglaterra Mundial sub-17                                         | 2016 |
| Mejor jugadora Nigeria-Canadá Mundial sub-20                                             | 2016 |
| League Bloggers Award - Mejor jugadora de la liga nigeriana                              | 2017 |
| Nigeria Pitch Awards - Mejor jugadora de la liga nigeriana                               | 2017 |
| Jugadora joven del año para la Federación de Nigeria                                     | 2018 |
| Equipo del Año de la Topserien                                                           | 2020 |
| Nominada a Mejor Jugadora de África                                                      | 2022 |
| Equipo Ideal de la fase de grupos de la Copa Africana de Naciones                        | 2022 |
| Jugadora del partido de cuartos de final Camerún-Nigeria de la Copa Africana de Naciones | 2022 |
| Equipo Ideal de la Copa Africana de Naciones                                             | 2022 |
| Máxima goleadora de la Copa Africana de Naciones                                         | 2022 |
| Mejor jugadora del mes de marzo del Atlético de Madrid                                   | 2023 |
| Mejor jugadora del mes de marzo del Atlético de Madrid                                   | 2024 |
| Mejor jugadora del mes de abril del Atlético de Madrid                                   | 2024 |
| Mejor jugadora de la temporada 2023-24 del Atlético de Madrid                            | 2024 |
| Mejor jugadora nigeriana de la temporada 2023-24                                         | 2024 |
| Mejor jugadora del mes de septiembre del Atlético de Madrid                              | 2024 |
| Mejor jugadora de la Liga F del mes de septiembre                                        | 2024 |